# 天然濃縮!!オレンジ戦機
『天然濃縮!!オレンジ戦機』（てんねんのうしゅく オレンジせんき、英語サブタイトルはNatural condense!! Orange Fighter）は、高田慎一郎による日本の漫画作品。角川書店『月刊少年エース』1998年10月号から12月号まで連載。先に『エースダッシュ（月刊少年エース増刊号）』1997年 vol.1に掲載された読み切り（第0話）をあわせ全4話で単行本全1巻発行。
自らをサイボーグと信じている少女・蜜柑（みかん）が巻き起こす騒動の数々を描く学園SFギャグ漫画作品。本作の舞台は福岡県鞍出郡鞍出町。

## 登場人物

### 主要人物
熊之迫 蜜柑（くまのさこ みかん）
自らをサイボーグと自称する14歳の少女。4歳の頃に小説家である父・八朔に、自分が秘密結社「X団」（エックスだん）と戦うために誕生したサイボーグであると強く思い込まされた。中学3年生になった現在でもそれを信じて疑わない純粋な性格で、正義感もさることながら腕っぷしも強い。得意技はライジングドリル、必殺技はフィンガープレッシャー。カレーライスが好物で、精密機械だけに水を嫌う。
正藤 タロー（しょうどう タロー）
蜜柑の幼なじみでクラスメイトの少年。幼い頃に『サイボーグねーちゃん』の作者である滝之上当世宅を訪ねて以来、熊之迫親子に振り回される日々を送る。長いこと蜜柑と一緒にいたため体が鍛えられ喧嘩が強くなっている。
熊之迫 八朔（くまのさこ はっさく）
蜜柑の父親。大ヒット作『サイボーグねーちゃん』を執筆した小説家で、ペンネームは滝之上当世（たきのうえ とうせ）。小説の執筆には常にリアリティを追求する主義で、自らコスプレをして作品内のキャラクターになりきったり、時には身近な人物を半ば強引にモデルとして仕立てるなど手段を選ばず、妻を騙して蜜柑を連れ出し、失踪する鬼畜な所業も厭わない。
猪八重 桃（いのやえ もも）
蜜柑たちとは別のクラスに転入してきたアメリカからの帰国子女。八朔によってエスパー小説『スーパーエスパーK（ケー）』のモデルとして仕立てられた過去を清算するため、真の超能力者となって再び姿を現す。側頭部がハネた独特の髪形をしている。
熊之迫 柚（くまのさこ ゆず）
蜜柑の母親。いわゆる美魔女で、中学生の娘を持つ母親とは思えない幼い容姿をしている。蜜柑には、表向きは交通事故で、実際はX団によって命を落としたと八朔に説明されていたが、実は八朔の元では娘は駄目になると決意し娘を連れて家出しようとした際、先手を打たれて蜜柑ごと八朔に夜逃げされ、8年間も蜜柑を探し続ける羽目に陥っていただけだった。後に本当に実在していたX団に参加する。
美魔女であるのみならず、本当に魔法を使える魔女であり、娘と再会した際にはとんがり帽子にローブの魔女っ子スタイルで、X団日本支部の幹部として組織へ蜜柑を勧誘しに来る。
X団員
とんがり帽子のKKK団風マスクを被り、白いスーツを着込んだ男達。柚からは戦闘員と呼ばれていた。ちなみにX団の事業は「砂漠の緑化」「発展途上国への技術提供」「無公害エネルギーの開発」などだが、最終目標は世界征服である。

### その他の人物
ニセスマップの男
『噂の3年の「ニセスマップ」』と呼ばれる。自分達の仲間が蜜柑にやられ、八朔に蜜柑の弱点を教わったことでけしかけてくる。髪を後ろで束ねている男（姓名不明）がリーダー格であり、他のメンバーの名前はそれぞれ長居（ながい）、蚊鳥（かとり）、稲勝（いながち）、草壁（くさかべ）である。
ロプロス
蜜柑の愛鳥、セキセイインコのオスで2才。蜜柑の3賢者の一角。
ポセイドン
蜜柑の愛魚、金魚・アカメリュウキンのオスで1才。蜜柑の3賢者の一角（残る3賢者の1人(ロデム)はタロー）。
用務員
蜜柑達の通う鞍出南中学校の用務員をしている老人。凶悪犯が校内に侵入したとして警察に通報し校内放送を行う。食い逃げした男から人質にされる。
食い逃げした男
リストラされ就職先が見つからずイライラしており出来心で、みたらし団子を食い逃げする。蜜柑に郵便局強盗の犯人と勘違いされ、用務員の老人を人質に取る。蜜柑によって倒されるが、勘違いしたことを悪く思ったのかみたらし団子代の180円は蜜柑自ら支払う。
甘味処花子2号店の店員
食い逃げした男を捕まえに校内まで入って来る。同作者別作品『神さまのつくりかた。』で遊風稜がたい焼きを食い逃げした店の店員に酷似している（そちらでは「たい焼き花子」と書かれたエプロンをしている）。
山野（やまの）
蜜柑とタローのクラスメイトで坊主頭。転校生の桃を見に行こうと2人を誘う。滝之上当世の「スーパーエスパーK」のファン、作者である八朔に会えて感激する（しかし、八朔はその作品のことは忘れていた）。年頃だからなのかHなことをよく考えてる。

## 単行本
- 高田慎一郎『天然濃縮!!オレンジ戦機』角川書店〈角川コミックス・エース〉全1巻、2001年8月1日初版発行、ISBN 4047134392

単行本には角川書店『月刊少年エース』1998年10月号から12月号まで連載された1～3話と、先に『月刊少年エース増刊 エースダッシュ』1997年Vol.1に掲載された読み切り（第0話）、加えて『月刊少年エース増刊 桃組』2001年Vol.2に掲載された『ぷちらんち山手零番館』（原作／金谷ゆうき）を収録。装幀・デザインは稲葉さゆり。